# Ommatius excurrens
Ommatius excurrens là một loài ruồi trong họ Asilidae. Ommatius excurrens được Wulp miêu tả năm 1872. Loài này phân bố ở miền Australasia và miền Ấn Độ - Mã Lai.